# Libertad de prensa durante la Restauración borbónica en Francia

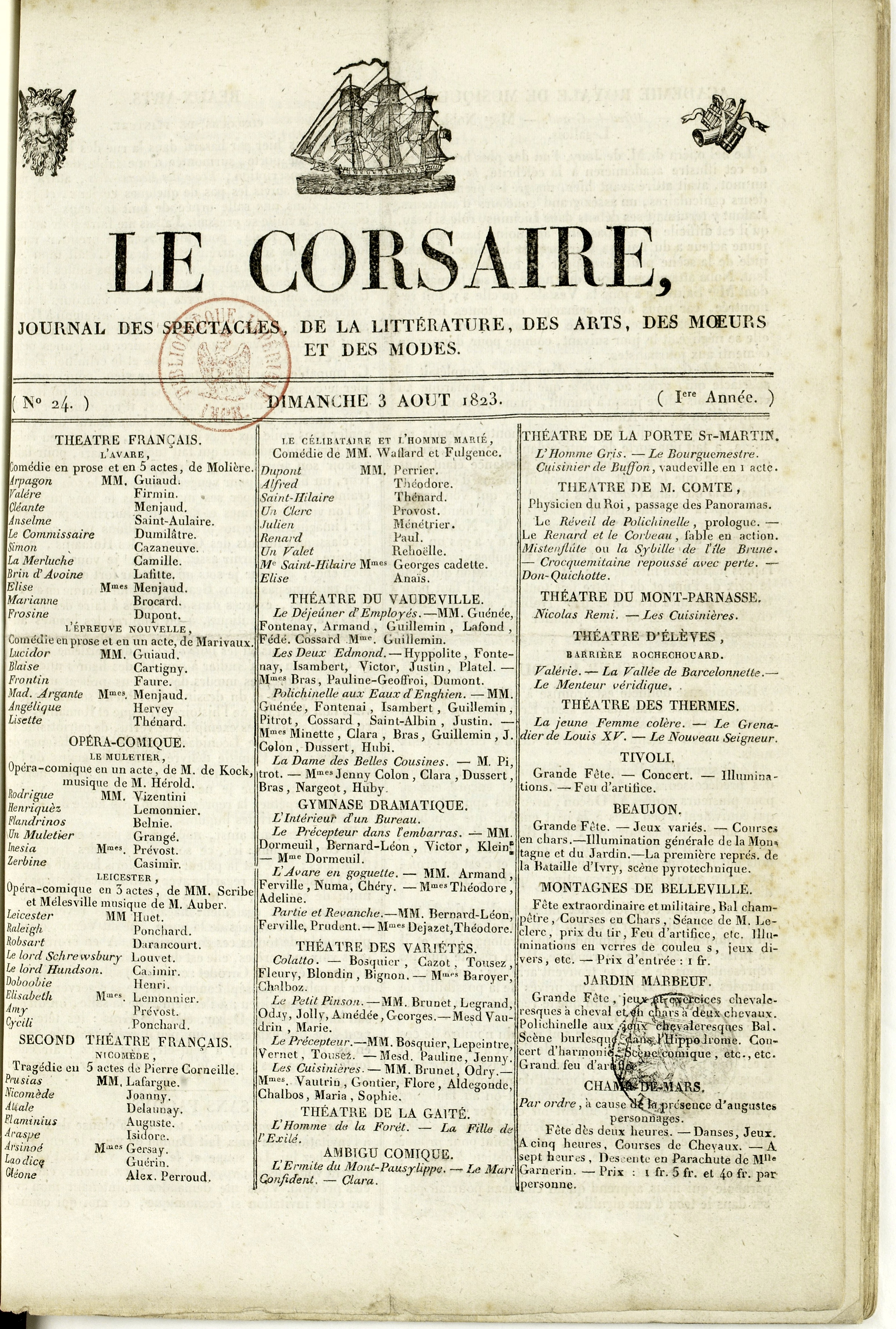
Portada periódico francés Le Corsaire (1823)

La libertad de prensa durante la Restauración se vio influenciada por el clima represivo del  Segundo Terror Blanco, que marcó los primeros días del regreso de la monarquía borbónica. Restauración borbónica. Tras haber sido censurada por los regímenes previos, su evolución estuvo sujeta a constantes vaivenes legales dictados por los distintos ministerios que se sucedieron a lo largo del período.

## Ministerios realistas e imperiales tempranos (mayo de 1814-diciembre de 1818)

### Carta de 1814
La Carta Constitucional de Luis XVIII restableció la libertad de prensa en consonancia con las demandas revolucionarias. Su artículo 8, en línea con la voluntad popular, garantizaba el derecho a publicar e imprimir, siempre que se respetaran todas las opiniones.
Sin embargo, ese mismo año, Luis XVIII y el gobierno realista impusieron restricciones a la prensa mediante una serie de leyes promulgadas el 21 de octubre de 1814. Estas normativas restablecieron controles como la autorización previa, una censura menos restrictiva que la vigente bajo el Imperio, y una supervisión estricta sobre imprentas y librerías. Además, otorgaron a los tribunales correccionales la competencia para juzgar los delitos de prensa. Un año después, el ministro de Policía propuso prolongar la censura hasta el 1 de enero de 1818. La medida, votada en febrero de 1817 tras un acalorado debate entre los partidos, terminó aprobándose en forma de una ley separada sobre la libertad de prensa. Otra iniciativa legislativa, que buscaba regular la publicación de libros y periódicos (refiriéndose solo a la prensa no periódica) y definir la jurisdicción para juzgar delitos de prensa, fue finalmente abandonada por ambas Cámaras.

### Suavización de las restricciones
Las ideas comenzaron a tomar forma tras la promulgación de la Carta de 1814. En 1817, por ejemplo, Royer-Collard líder del partido Moderado, defendió desde la tribuna de la Cámara de Diputados que los delitos de prensa dejaran de ser competencia de los tribunales correccionales y pasaran a ser juzgados por tribunales de asuntos, es decir, por jurados populares.A comienzos del siglo XIX, los moderados sostenían que la prensa francesa era un "principio necesario" para el buen funcionamiento del sistema político, pues no solo ejercía una influencia considerable sobre la opinión pública, sino que también resultaba indispensable para la estabilidad del gobierno.

## Ministerio Dessoles (diciembre de 1818-febrero de 1820)

### Ley Serre

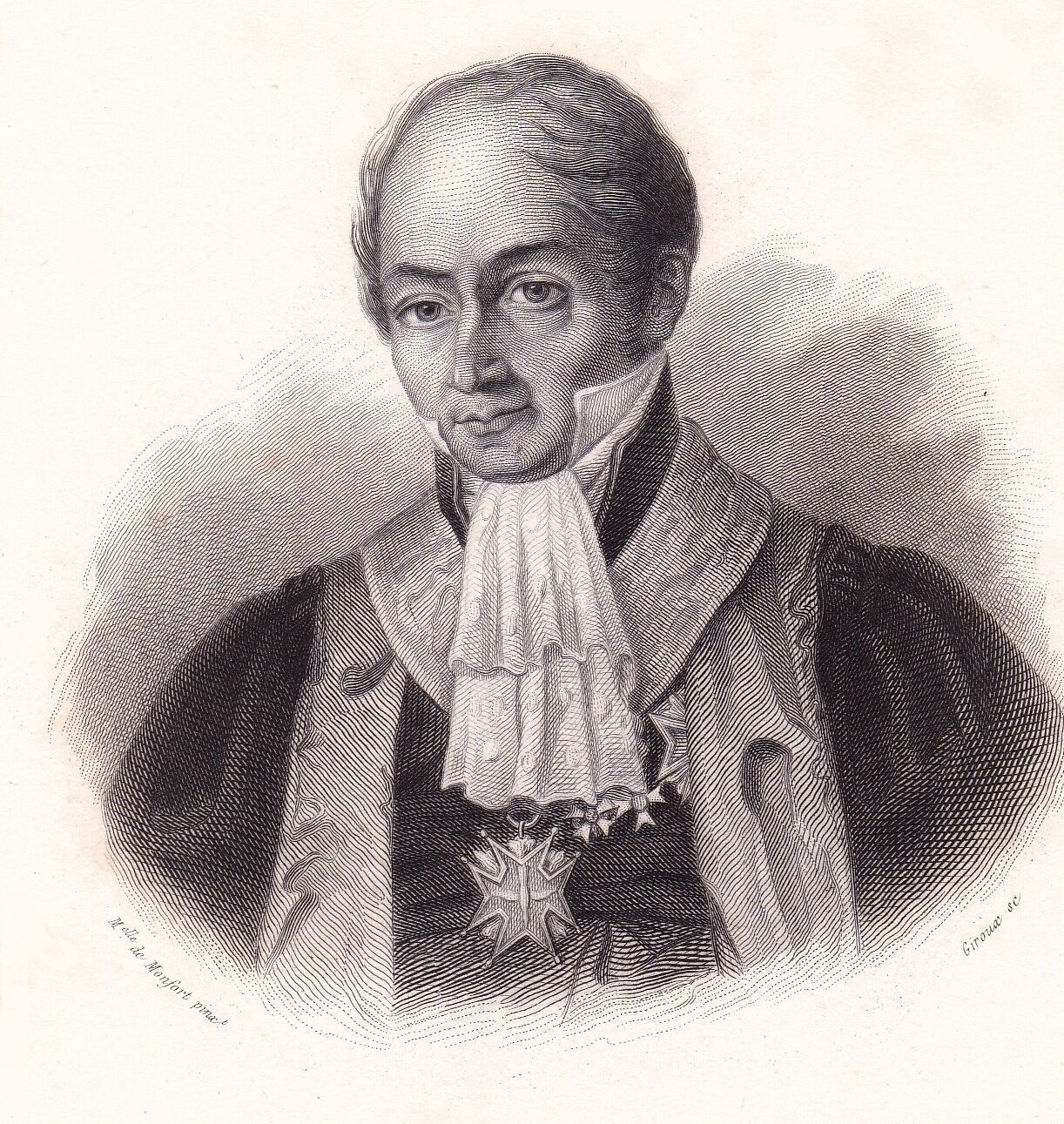
Hércules, conde de Serre (1776 -1824)

Bajo el ministerio de Jean-Joseph Dessolles y la influencia del custodio de los Sellos de Francia, Hercule de Serre, se aprobó una serie de leyes destinadas a establecer una libertad de prensa controlada pero más liberal, en consonancia con las demandas de 1789. Estas leyes fueron proclamadas entre abril y mayo de 1819, con el doble propósito de fomentar la liberalización y mantener cierto grado de censura.
La primera y más significativa innovación fue la definición clara de los delitos a los que la prensa podía estar sujeta, organizados en cuatro categorías:
- Ofensa a la persona real: Quedaba prohibido atacar directamente al rey.
- Provocación pública a la comisión de crímenes o delitos.
- Ultraje a la moral pública o a las buenas costumbres.
- Difamación e injuria pública.

La última innovación de las leyes de Serre se centró en el procedimiento judicial aplicado a los periódicos. Serre reemplazó la comparecencia ante un tribunal penal por el juicio ante un jurado popular, bajo la premisa de que los ataques a la sociedad debían ser juzgados por la propia sociedad. De este modo, otorgó una forma de poder legal al pueblo francés.

## Segundo ministerio Richelieu (febrero de 1820-diciembre de 1821)

### Supremacía de la censura

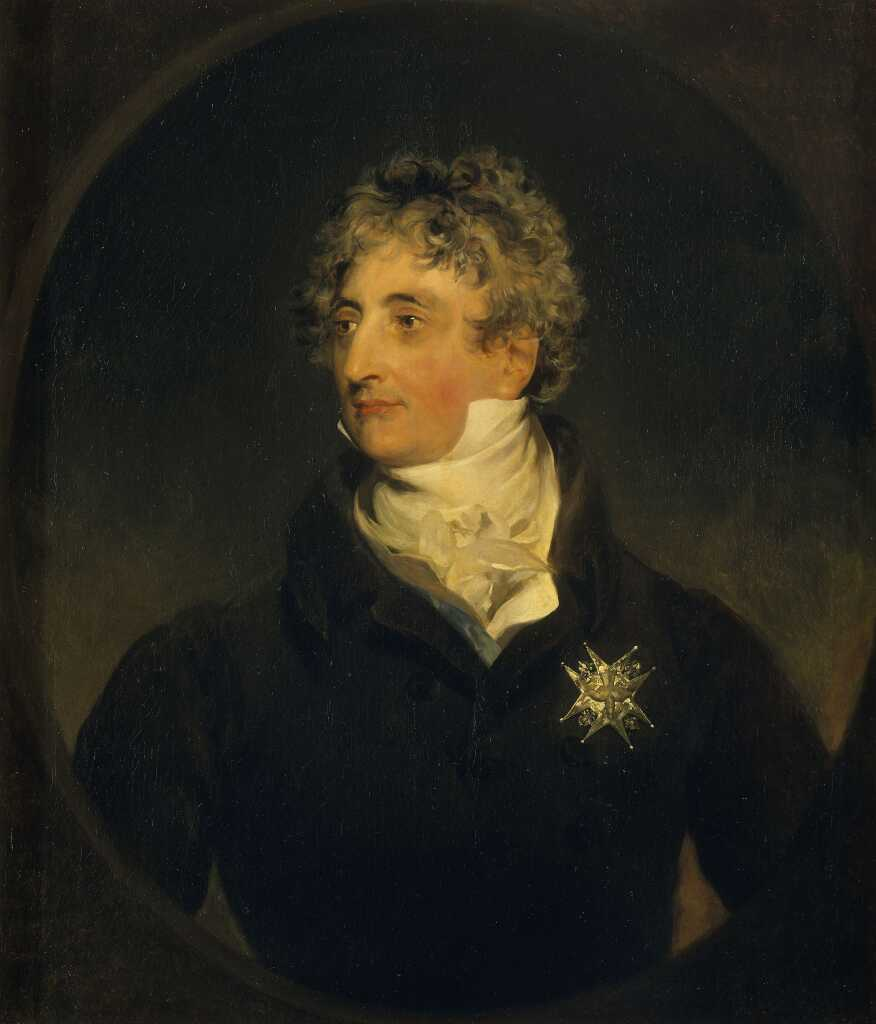
Armand-Emmanuel du Plessis de Richelieu (1766 -1822)

El asesinato del duque de Berry a manos de Louis Pierre Louvel el 13 de febrero de 1820 marcó el inicio de un declive progresivo de la libertad de prensa. Los ultrarrealistas, respaldados posteriormente por los moderados, decidieron unir fuerzas para reprimir las doctrinas liberales, a las que consideraban responsables de la muerte del duque, con el propósito de erradicar este "fanatismo" desde la raíz. Como consecuencia, forzaron la renuncia de Élie Decazes el 20 de febrero de 1820, quien fue reemplazado por el moderado Armand Emmanuel du Plessis. El 28 de febrero de 1820, con el apoyo de los moderados, los ultrarrealistas en el poder lograron aprobar las leyes de excepción por 136 votos contra 74, estableciendo nuevas restricciones que redujeron significativamente el poder de la prensa mediante el restablecimiento de la censura. Finalmente, el 30 de marzo de 1820, la ley fue ratificada con una votación de 136 votos a favor y 109 en contra.
Esta nueva ley introdujo mecanismos más estrictos de control sobre la prensa, incluyendo:
- Autorización real obligatoria para la publicación (art. 2).
- Examen previo de los manuscritos (art. 4), cuyo incumplimiento era castigado con penas de 1 a 6 meses de prisión y multas de 200 a 1,200 francos (art. 5).
- Facultad del gobierno para suspender un periódico hasta que se dictara sentencia (art. 6), con la posibilidad de prorrogar la suspensión por hasta 6 meses en espera de un nuevo juicio.
- Suspensión definitiva en caso de reincidencia (art. 7).

Un decreto real del 1 de abril de 1820 reforzó la ley del 30 de marzo al establecer una Comisión de Censura en París, compuesta por 12 miembros designados por el Rey a propuesta del Ministro del Interior (art. 4-5). Este control también se extendió a las provincias, donde Comisiones de Censura locales formadas por tres miembros supervisaban la prensa en las principales ciudades (art. 8). El papel de la Comisión de Censura era actuar como tribunal de justicia bajo el control del Ministerio, con autoridad para modificar o suprimir panfletos, frases e incluso palabras consideradas ilegales. Además, podía suspender publicaciones por tiempo indefinido e imponer multas y penas de prisión, lo que en muchos casos conducía al cierre definitivo de los periódicos.

### Aplicación autoritaria
El 4 de abril de 1820, se impuso la censura a todos los periódicos franceses. Las Comisiones de Censura, operando bajo directrices reales y ministeriales, tenían como principal objetivo suprimir la prensa liberal.
Desde su entrada en vigor, importantes publicaciones como La Bibliothèque historique, La Minerve (liberal) y Le Conservateur (realista y religioso) se vieron obligadas a cerrar, incapaces de continuar bajo el nuevo régimen de censura.

### Colapso de la censura
El colapso de la censura fue un efecto rebote. Los ultrarrealistas, principales artífices de su implementación, terminaron viéndose perjudicados por su propio sistema. Ante la creciente desconfianza del partido realista, que lo atacaba constantemente, el gobierno utilizó la Comisión para sancionar a la prensa realista. Como resultado, periódicos como Le Régulateur se vieron asfixiados por múltiples condenas, lo que finalmente los llevó a la quiebra.
El 9 de junio de 1821, el ministro del Interior, Joseph Jérôme Siméon propuso a la Cámara una prórroga de un año para la ley, que estaba programada para expirar al final de la sesión. Sin embargo, la propuesta fue rechazada por los ministros, y la Comisión se negó a adoptarla.
Tras intensos debates entre los distintos partidos sobre el futuro de la prensa, los ultrarrealistas aceptaron la enmienda de Josse-Beauvoir y Courtarvel, que limitaba la aplicación hasta tres meses después del inicio de la sesión de 1821. La ley fue aprobada por 214 votos a 112.
El 3 de diciembre de 1821, el duque de Richelieu impulsó una reforma más flexible, eliminando delitos menores, en consonancia con las leyes Serre, aunque estas seguían siendo restrictivas. Sin embargo, también estableció un nuevo período de censura por cinco años, lo que provocó un profundo rechazo dentro de la derecha, que reaccionó con fuertes protestas. Como consecuencia, Richelieu dimitió el 12 de diciembre de 1821, y el Garde des Sceaux anunció la retirada de las medidas propuestas para la prensa.

## Ministerio Villèle (diciembre de 1821-enero de 1828)

### Revisión de las libertades de prensa

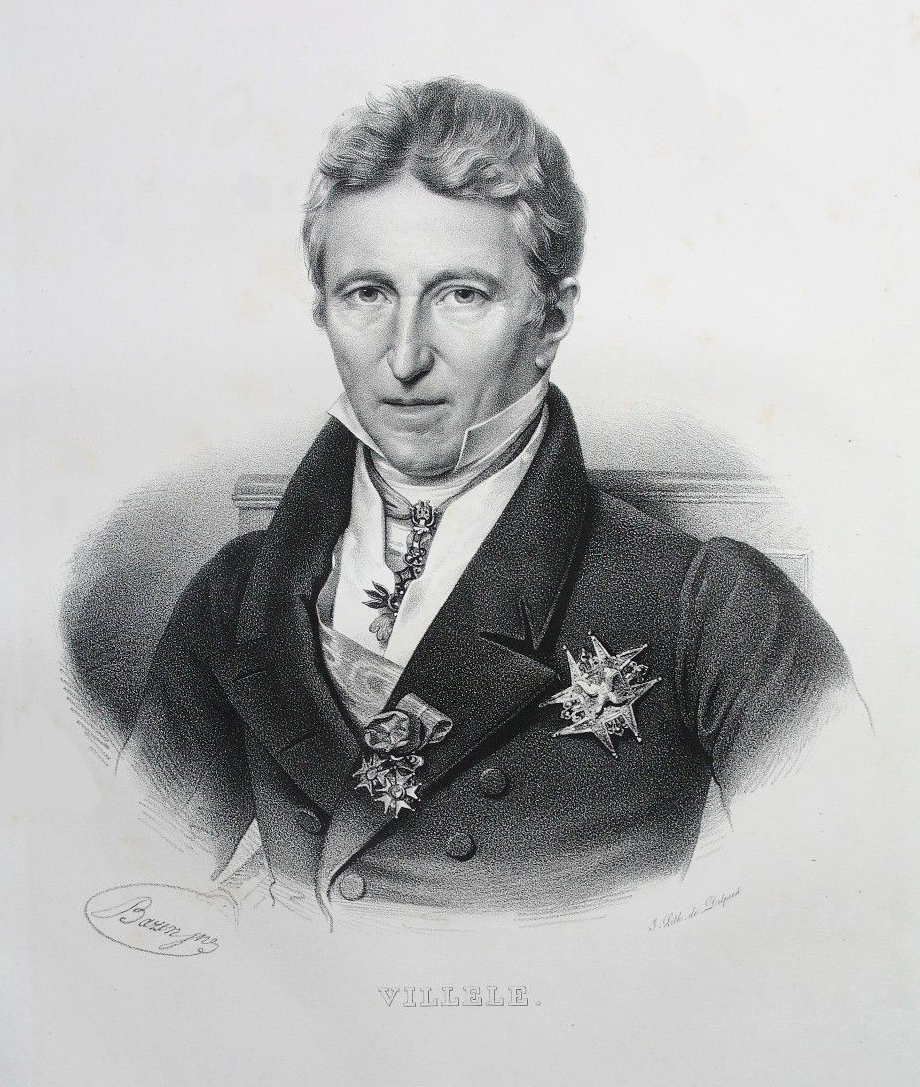
Joseph, conde de Villèle (1773 -1854)

El gobierno de Villèle volvió a estar sujeto a las leyes Serre de 1819, con el objetivo de controlar la prensa francesa de manera indirecta mediante mecanismos legales de censura.El 2 de enero de 1822, presentó una ley para castigar los delitos de prensa, complementada por otra sobre la regulación de los periódicos. Estas normativas introdujeron un nuevo tipo de infracción conocida como "delitos de tendencia", que permitía condenar a un periódico si su línea editorial se consideraba perjudicial para la paz pública, el respeto a la religión del Estado y otras confesiones legalmente reconocidas, la autoridad del rey o la estabilidad de las instituciones constitucionales. Los delitos menores dejaron de ser competencia de los jurados y pasaron nuevamente a la jurisdicción del Tribunal Penal, con posibilidad de apelación ante los Tribunales Reales. Además, la censura fue reinstaurada con ciertas condiciones, requiriendo la aprobación de al menos tres ministros entre las sesiones parlamentarias. También se mantuvo el requisito de autorización previa, debilitando significativamente a la prensa liberal, que quedó limitada en su capacidad de expresión y bajo constante presión gubernamental. Estas leyes fueron aprobadas en febrero de 1822 por 234 votos contra 93 en la Cámara de Diputados y por 219 votos contra 137 en la Cámara de los Pares.

### Gobierno de Villèle y la censura de la prensa
El 2 de enero de 1822, se presentó una ley para sancionar los delitos de prensa, acompañada de otra destinada a regular los periódicos. Estas disposiciones introdujeron un nuevo tipo de infracción, denominada "delitos de tendencia", que permitía procesar a un periódico si su línea editorial se consideraba perjudicial para la paz pública, el respeto a la religión del Estado y otras confesiones reconocidas legalmente, la autoridad del rey o la estabilidad de las instituciones constitucionales.
Los delitos menores dejaron de ser competencia de los jurados y pasaron nuevamente a la jurisdicción del Tribunal Penal, con posibilidad de apelación ante los Tribunales Reales. Además, se restableció la censura con ciertas condiciones, exigiendo la aprobación de al menos tres ministros entre las sesiones parlamentarias. También se mantuvo la obligación de obtener autorización previa, lo que debilitó aún más a la prensa liberal, restringiendo su capacidad de expresión y sometiéndola a una vigilancia constante por parte del gobierno.
Estas leyes fueron aprobadas en febrero de 1822, con una votación de 234 contra 93 en la Cámara de Diputados y 219 contra 137 en la Cámara de los Pares.

### Regreso real a la restricción de la libertad de prensa
Los artículos críticos publicados en la prensa contra el rey condujeron inevitablemente a la promulgación de una ley que restringía la libertad de prensa. Anunciada por el monarca en el Discurso del Trono que inauguró la sesión de 1827,esta ley imponía estrictas regulaciones sobre las publicaciones.
La normativa se aplicaba a los folletos, definidos como escritos de hasta veinte hojas impresas, los cuales debían depositarse en la Dirección de la Librería con cinco días de antelación a su publicación. Además, aumentaba significativamente el impuesto de timbre, haciéndolo prácticamente prohibitivo. Estas restricciones también se extendían a los periódicos e imponían una responsabilidad financiera, legal y civil a los impresores y propietarios, cuyos nombres debían figurar en la cabecera de cada ejemplar.
Otro aspecto controvertido de la ley era su aplicación retroactiva, lo que significaba que afectaba a publicaciones previas a su entrada en vigor, concediendo solo un mes para cumplir con las nuevas disposiciones. Las multas establecidas eran desmesuradas, con el claro objetivo de arruinar económicamente a los periódicos considerados contrarios a la política del rey y su gobierno.
En una carta dirigida al Journal des Débats, Chateaubriand calificó estas disposiciones como "las leyes vándalas". La legislación, también conocida como la "ley de justicia y amor",fue aprobada el 12 de marzo de 1827 por 233 votos contra 134. A pesar de esta aparente victoria de la oposición, el resultado fue considerado una "victoria pírrica".

## Ministerio Martignac (enero de 1828-agosto de 1829)

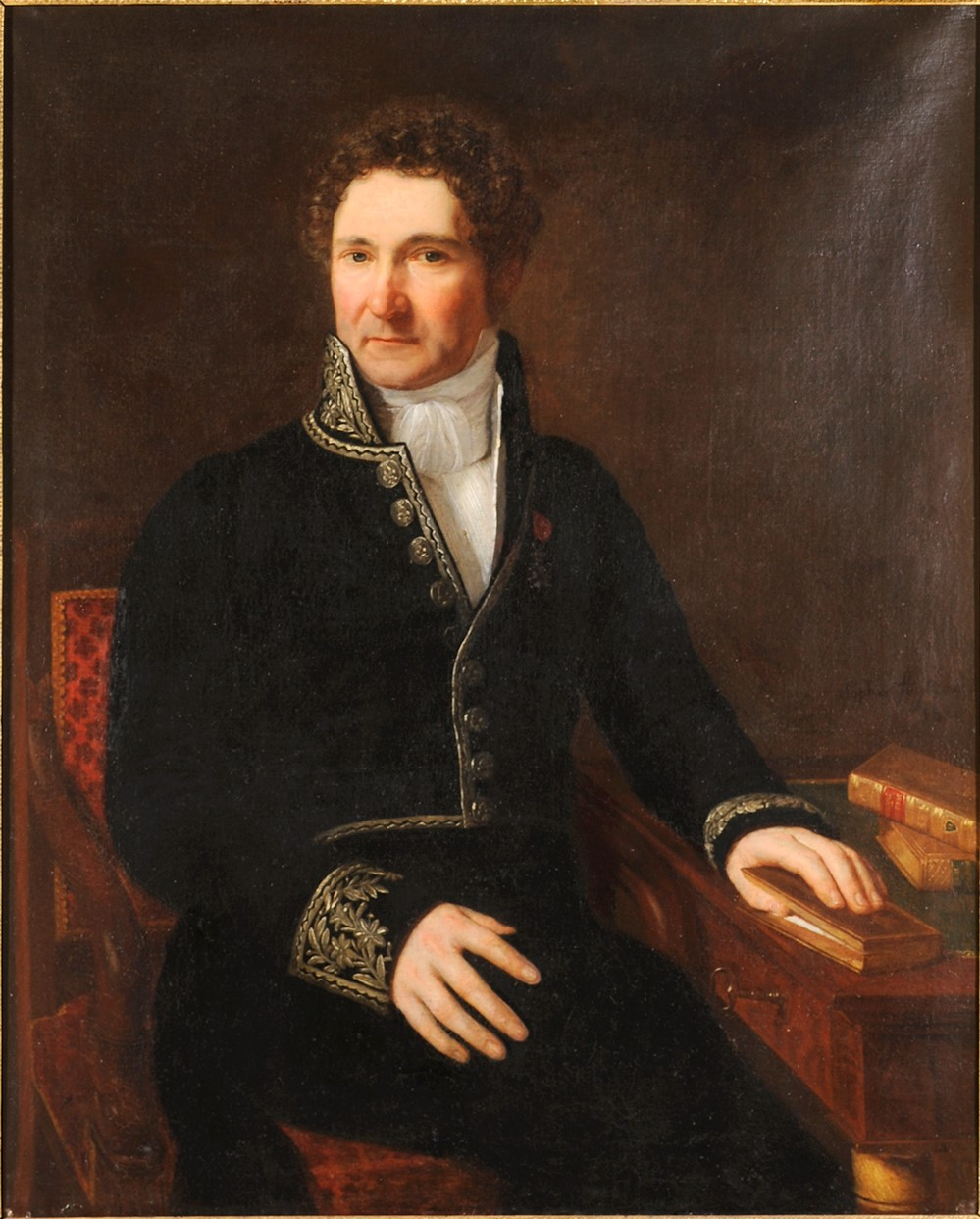
Jean-Baptiste Sylvère Gay, vizconde de Martignac (1778 -1832)

### Gobierno moderado
El conde Villèle fue destituido el 4 de enero de 1828 y reemplazado por su sucesor, Jean-Baptiste Gay, vizconde de Martignac, un moderado. El nuevo gobierno buscaba recuperar el favor de la opinión pública y, con la colaboración del jurista Portalis, impulsó una serie de leyes destinadas a restaurar los principios fundamentales de la prensa. El 14 de abril de 1828, Portalis presentó un proyecto de ley para abolir la censura opcional y eliminar la autorización previa, sustituyéndola por una fianza considerable que hacía a los editores responsables tanto financiera como moralmente. A partir de entonces, los periódicos políticos que se publicaban más de dos veces por semana debían depositar una fianza de doscientos mil francos. Sin embargo, la reforma del jurado no se llevó a cabo debido a la firme oposición de los ultrarrealistas, que rechazaban la idea de que el pueblo francés pudiera asumir el papel de juez en lugar de personas consideradas competentes. La ley fue aprobada a principios de junio de 1828 y entró en vigor el mismo día.

## Ministerio de Polignac (agosto de 1829-agosto de 1830)

### Ordenanzas de Julio

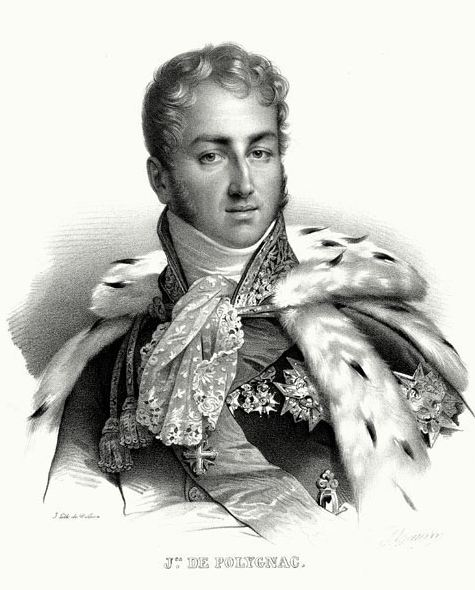
Jules, príncipe de Polignac (1780 -1847)

En este contexto de conflicto entre el poder político y la prensa opositora, se promulgaron las Ordenanzas de Julio. El 25 de julio de 1830, amparado en el artículo 14 de la Carta Constitucional, Carlos X, con el respaldo de su jefe de consejo Polignac, y sus ministros, aprobó cuatro ordenanzas. La primera de ellas suspendió de manera categórica la libertad de la prensa periódica, restableciendo el requisito de autorización previa, que debía renovarse cada tres meses. Además, impuso restricciones a los panfletos de más de veinte hojas que no constituyeran una sola obra. El incumplimiento de esta orden conllevaba la confiscación o destrucción de las publicaciones.
Algunos argumentaron que estas ordenanzas eran coherentes con la moral y los principios de la Carta. El artículo 14 establecía que "El Rey es el jefe supremo del Estado [...] y dicta los reglamentos y ordenanzas necesarios para la ejecución de las leyes y la seguridad del Estado". Sin embargo, otros sostuvieron que estas medidas contravenían el artículo 15, que estipulaba que "El poder legislativo se ejerce colectivamente por el Rey, la Cámara de los Pares y la Cámara de los Diputados de los Departamentos". La Carta, por tanto, dejaba margen para la ambigüedad en la división de poderes. Carlos X asumió la responsabilidad de su decisión, justificándola como una medida necesaria para preservar la seguridad del Estado. Sus opositores, en cambio, se apoyaron en el artículo 15 para acusarlo de abuso de poder.